# Abathymermis parvula
Abathymermis parvula  (лат.) — вид круглых червей из семейства Mermithidae (отряд Mermithida, Nematoda). Эндемик озера Байкал (Россия), где обнаружен на илистом грунте на глубине 68 м.
Круглые черви микроскопических размеров. Имеют 2 спикулы, 6 продольных хорд и 6 головных папилл, рот конечный, амфиды крупные. Снаружи покрыты тонкой кутикулой без перекрещивающеихся волокон. Предположительно паразиты водных личинок комаров-звонцов (Chironomidae).Вид был впервые описан в 1976 году советским зоологом Иваном Антоновичем Рубцовым и включён в ранее выделенный отдельный род Abathymermis Rubzov, 1971 из семейства Mermithidae.